# Sandvikens segelsällskap
Sandvikens segelsällskap, SASS är en förening med säte i Storsjön, Sandvikens kommun. Segelsällskapet bildades 1913.